# Соня Ген
Соня Ген (англ. Sonia Hahn; нар. 25 серпня 1967) — колишня американська тенісистка.
Найвищу одиночну позицію світового рейтингу — 283 місце досягла 18 липня, 1988, парну — 275 місце — 21 грудня, 1986 року.

## Фінали ITF

### Парний розряд: 6 (3–3)
| Результат | Ранг | Дата           | Турнір                            | Покриття | Партнерка     | Суперниці                      | Рахунок          |
| --------- | ---- | -------------- | --------------------------------- | -------- | ------------- | ------------------------------ | ---------------- |
| Перемога  | 1.   | 10 червня 1985 | Бірмінгем, Велика Британія        | Ґрунт    | Ann Etheredge | Дженні Гудлінг Марія Ліндстрем | 6–2, 6–4         |
| Перемога  | 2.   | 23 червня 1985 | Феєтвілл, США                     | Тверде   | Лінда Гейтс   | Керолайн Кулмен Венді Вуд      | 6–4, 6–3         |
| Поразка   | 1.   | 11 серпня 1985 | Фріголд Тауншип (Нью-Джерсі), США | Тверде   | Дженніфер Пра | Луїс Аллен Ронні Рейс          | 4–6, 2–6         |
| Поразка   | 2.   | 22 червня 1986 | Бірмінгем (Алабама), США          | Ґрунт    | Ann Etheredge | Ліз Грегорі Геліане Стеден     | 4–6, 6–2, 4–6    |
| Перемога  | 3.   | 14 липня 1986  | Мідленд (Техас), США              | Ґрунт    | Катріна Адамс | Елісон Скотт Рут Сімен         | 2–6, 6–3, 6–4    |
| Поразка   | 3.   | 15 червня 1987 | Бірмінгем (Алабама), США          | Тверде   | Катріна Адамс | Інгелісе Дрігейс Ліз Грегорі   | 7–6(0), 4–6, 2–6 |